# Itapicuru (Bahía)
Itapicuru es un municipio brasileño del estado de Bahía. Su población estimada en 2004 era de 32.100 habitantes.
El municipio fue creado en 1728. En 1876 fue visitado por Antônio Conselheiro y sus seguidores.
Se trata del municipio más pobre del Estado de la Bahía, de acuerdo con el Índice de Desarrollo Humano del PNUD/ONU.
En el municipio es costumbre de la población, ir a la feria de la ciudad los días viernes, donde se puede observar que el movimiento de personas en la ciudad es muy grande. Como ocio los habitantes y visitantes pueden ir al balneario termal de la ciudad que está abierto de martes a domingo.